# Michał Wiśniowiecki (zm. 1552)
Michał (Zygmunt) Wiśniowiecki (ur. zap. 1540, zm. 1552 w Królewcu) – litewski książę, dworzanin króla polskiego Zygmunta II Augusta, trzeci z kolei syn kniazia litewskiego Iwana Wiśniowieckiego i despotówny Marii Magdaleny Branković, brat m.in. Dymitra Wiśniowieckiego Bajdy.

## Życiorys
Wychowywał się na dworze króla Zygmunta Augusta, gdzie pełnił służbę królewskiego pazia. W 1552 towarzyszył królowi podczas wizyty u księcia pruskiego Albrechta Hohenzollerna w Królewcu. Podczas pokazu fajerwerków urządzonego przez władcę pruskiego na cześć Zygmunta Augusta doszło do tragicznego wypadku. W wyniku niekontrolowanego wybuchu prochu strzelniczego kula trafiła w głowę znajdującego się w pobliżu króla Michała, którego roztrzaskany mózg uderzył w Zygmunta Augusta. Mimo że puszkarz naraził króla na śmierć, Zygmunt August okazał wobec niego wyrozumiałość i w jego imieniu prosił Albrechta o przebaczenie. Wstawiennictwo króla nie przejednało jednak księcia pruskiego, który skazał puszkarza na śmierć.
Imię księcia Wiśniowieckiego nie zostało przekazane w relacjach współczesnych mu kronikarzy. Na podstawie relacji heraldyka Kaspra Niesieckiego przyjmowano powszechnie w literaturze, że miał on na imię Zygmunt. Najprawdopodobniej jednak imię księcia brzmiało Michał, gdyż pod takim imieniem występuje on w przekazie dobrze poinformowanego na temat rodu Wiśniowieckich Macieja Stryjkowskiego i w pomianniku Monasteru Peczerskiego w Kijowie.